# 오리정로
오리정로(Orijeong-ro)는 전북특별자치도 부안군 부안읍 에서 부안군 부안읍 교육청거리를잇는 전북특별자치도의 도로이다.

## 주요 경유지
전북특별자치도
- 부안군 (부안읍)

## 노선
| 이름           | 접속 노선                 | 소재지 | 소재지 | 비고 |
| -------------- | ------------------------- | ------ | ------ | ---- |
| 신기 교차로    | 부안로                    | 부안군 | 부안읍 |      |
| 예술회관삼거리 | 예술회관길                | 부안군 | 부안읍 |      |
| 구소방서사거리 | 지방도 제707호선 (부풍로) | 부안군 | 부안읍 |      |
| 보건소사거리   | 봉동길                    | 부안군 | 부안읍 |      |
| 송학사거리     | 석정로                    | 부안군 | 부안읍 |      |
| 봉덕삼거리     | 지방도 제705호선 (용암로) | 부안군 | 부안읍 |      |

## 주요 건물 및 시설
- E1 서림LPG충전소 (오리정로 42/서외리 455-46)
- 농협 부안농협 클린주유소 (오리정로 56/서외리 455-70)
- 현대자동차 신부안대리점 (오리정로 69/서외리 499-1)
- 부안군보건소 (오리정로 124/봉덕리 551-2)
- 버거킹 전북부안점 (오리정로 142/봉덕리 799-3)
- GS25  부안주공점 (오리정로 163/봉덕리 874)